# أزمة غذاء مدغشقر 2021
أزمة غذاء مدغشقر في منتصف عام 2021 تسبب الجفاف الشديد في جنوب مدغشقر في إصابة مئات الآلاف من الناس، حيث قدر البعض أن أكثر من مليون شخص يعانون من انعدام الأمن الغذائي وأن يكونوا على وشك المجاعة. عزت بعض المنظمات هذا الوضع إلى تأثير تغير المناخ ووباء كوفيد 19.

## خلفية
مدغشقر بلد عانى في الماضي من 35 إعصارًا مدمرًا وفيضانات وخمس فترات من الجفاف الشديد وخمس زلازل وستة أوبئة. اعتبارًا من منتصف عام 2021 تعرضت المنطقة الجنوبية من مدغشقر لأسوأ جفاف منذ 40 عامًا. تزداد الأوضاع سوءًا لأن الناس في المنطقة يعتمدون على الزراعة الخاصة بهم والوجبات المحلية، وصغار المزارعين وما شابه ذلك. في أواخر يونيو 2021 حذر ديفيد بيزلي رئيس برنامج الغذاء العالمي التابع للأمم المتحدة من جوع «كارثي» يضرب المنطقة، وأنه لم يسبق له مثيل من قبل، حيث طلب مساعدة تتكون من 78.6 مليون دولار على الفور، باعتبار أن نقل الموارد إلى جنوب مدغشقر سيستغرق وقتًا طويلاً. قال مسؤول آخر في برنامج الأغذية العالمي إن الوضع كان أسوأ ما شهده في حياته باستثناء مجاعة 1998 في بحر الغزال في جنوب السودان الحالية.

## الأسباب والأحداث
تُعزى أسباب الجفاف وأزمة الغذاء اللاحقة إلى قلة الأمطار التي تحدث عادةً في شهري نوفمبر وديسمبر وشهدت 50٪ فقط من هطول الأمطار المعتاد خلال أكتوبر 2020. وصفت مشاهد أزمة الغذاء بأنها "مروعة" وقال البنك الدولي إن تغير المناخ أدى إلى تفاقم الوضع. كما قال برنامج الأغذية العالمي إن الأزمة نتجت أيضًا عن تأثير جائحة كوفيد في البلاد وأبلغ عن مشاهد المجاعة على أنها "جائحة جديد بلا علاج". بحلول أواخر يونيو 2021 أفاد برنامج الأغذية العالمي أيضًا أن 75٪ من الأطفال قد تركوا المدرسة وذكروا أنهم يتسولون أو يبحثون عن الطعام وأن العواصف الترابية الشديدة أدت إلى تفاقم الظروف. كما حذرت وكالات إنسانية من نقص المياه وأن خط أنابيب المياه الذي افتتحته اليونيسف وحكومة مدغشقر في عام 2019 لم يصل إلى توفير المياه العذبة لبعض أجزاء الجنوب، مما اضطر الناس إلى التحرك أكثر من 15 كيلومترًا للبحث عن المياه. أفاد برنامج الأغذية العالمي في 23 يونيو 2021 أن الناس كانوا يأكلون الطين وأن 500.000 كانوا "يطرقون أبواب المجاعة" بينما كان 800.000 آخرون يتجهون إليها مباشرة. في 30 يونيو 2021 قال برنامج الأغذية العالمي إن مجاعة "كتابية" تقترب في العديد من البلدان الأفريقية، وخاصة في مدغشقر وأن متغير دلتا "أثر بشكل أسوأ في الدول منخفضة الدخل والمتخلفة وسط وباء عالمي". كما ظهرت تقارير عن أشخاص تناولوا ثمار الصبار الأحمر الخام والأوراق البرية والجراد لأشهر. في غضون ذلك حذر مكتب تنسيق الشؤون الإنسانية (أوتشا) من سوء التغذية الحاد" على 130 ألف طفل من مدغشقر في سن الخامسة أو أقل بحلول أوائل يونيو 2021. في 1 يوليو 2021، أفادت وكالات الأمم المتحدة أنه في القرى الجنوبية لجأ الناس إلى أكل الرماد الممزوج بالتمر الهندي والجلود.

## التفاعلات
تعهدت العديد من الوكالات والحكومات بتقديم المساعدة إلى مدغشقر لمكافحة المجاعة المتفاقمة وأزمة الغذاء. تعهدت حكومة مدغشقر بالمساعدة بدعم من الأمم المتحدة وبرنامج الأغذية العالمي، بهدف مساعدة 1,14 مليون شخص من مدغشقر على حافة المجاعة. كما ناقش قادة مجموعة العشرين الوضع وتعهدوا ببذل المزيد لمساعدة الجياع في العالم ومكافحة تغير المناخ مع وزير الخارجية الإيطالي لويجي دي مايو الذي عقد مؤتمرًا حول هذه القضية. كما أعلنت مجموعة العشرين عن «إعلان ماتيرا» الذي يدعو إلى بذل المزيد من الجهود بشأن انعدام الأمن الغذائي. تعهدت حكومة الولايات المتحدة بتقديم 40 مليون دولار إضافية كمساعدات في يونيو لمكافحة الجوع في جنوب مدغشقر خلال إعلان أدلى به السفير الأمريكي في مدغشقر مايكل بيليتيير إلى جانب رئيس مدغشقر أندري راجولينا. كما حث السفير الحكومة على مساعدة شعبها. تعهدت حكومة كوريا الجنوبية بتقديم 200 ألف دولار لجنوب مدغشقر لمكافحة الجوع.